# Vauxhall Chevette

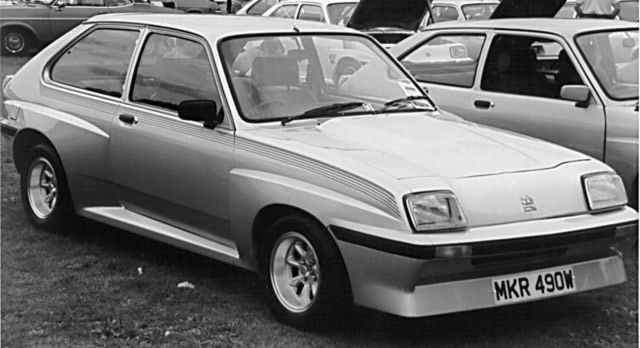
Chevette HSR

Vauxhall Chevette är en personbil, tillverkad av den brittiska biltillverkaren Vauxhall mellan 1975 och 1984.

## Chevette
General Motors byggde sin världsbil T-Car under olika namn över stora delar av världen under sjuttiotalet: Nord- och Sydamerika (Chevrolet Chevette), Australien (Holden Gemini), Japan (Isuzu Gemini) samt Europa (Opel Kadett). Våren 1975 introducerades den brittiska versionen Vauxhall Chevette. Motorn hämtades från Viva-modellen och Chevette hade en unik front, medan resten av tekniken kom från Opel. Bilen såldes först med halvkombi-kaross, men senare tillkom sedan- och kombi-versioner som ersatte Viva. Bedford byggde en skåpbil kallad Chevanne, baserad på kombin. Tillverkningen avslutades i början av 1984.

## Chevette HS
Chevette HS ersatte Firenza Droopsnoot som Vauxhalls tävlingsbil. Samtidigt bytte man tävlingsform från banracing till rally. HS-versionen fick en uppdaterad Firenza-motor med fyrventilstopp och en femväxlad växellåda från Getrag. Vauxhall vann brittiska rallymästerskapet 1979. Bilen byggdes i 400 exemplar, varav 50 i vidareutvecklat HSR-utförande, med breddad kaross och starkare motor.

## Motor
| Modell      | Motor                   | Cylindervolym | Effekt | Bränslesystem    |
| ----------- | ----------------------- | ------------- | ------ | ---------------- |
| Chevette    | 4-cyl radmotor ohv      | 1256 cm³      | 59 hk  | Enkel förgasare  |
| Chevette HS | 4-cyl radmotor DOHC 16v | 2279 cm³      | 135 hk | Dubbla förgasare |